# Stenus attenboroughi
Stenus attenboroughi es una especie de escarabajo del género Stenus, familia Staphylinidae. Fue descrita científicamente por Mainda en 2021.
Habita en la provincia de Papúa (montañas Cíclopes).